# Nicolas Watlet
Jean Nicolas Watlet (Diekirch, 13 augustus 1789 - Aarlen, 19 maart 1868) was lid van het Belgisch Nationaal Congres.

## Levensloop
Watlet studeerde vanaf zijn dertien jaar aan de militaire academie Saint-Cyr en daarna studeerde hij rechten in Parijs, waar hij in 1812 zijn diploma behaalde en onmiddellijk advocaat werd in Diekirch.
Bij het uitbreken van de Belgische Revolutie werd hij in oktober 1830 benoemd tot procureur des Konings bij de rechtbank van Aarlen, een functie die hij uitoefende tot in 1864.
Op 3 november 1830 werd hij verkozen tot lid van het Nationaal Congres voor het arrondissement Diekirch. Hij nam pas zitting na 25 november, vanwege een geschilpunt over de verkiezingsuitslag in Diekirch. Hij stemde voor de kandidaat-koning hertog van Nemours en voor de regent Surlet de Chokier. Hij stemde voor Leopold van Saksen Coburg maar tegen het Verdrag der XVIII artikelen.
In 1831 werd hij verkozen als volksvertegenwoordiger en vervulde dit ambt tot in 1839. Na die datum behoorde het arrondissement Diekirch niet meer tot het Belgisch koninkrijk.
Hij was een van de oprichters en de eerste voorzitter (tot aan zijn dood) van de 'Société provinciale pour la conservation des monuments historiques et des oeuvres d'art', later omgedoopt tot 'Archeologisch Instituut van Luxemburg'. Watlet bleef vrijgezel.